# Julia Stiles
Julia O'Hara Stiles (født 28. marts 1981) er en amerikansk teater- og filmskuespiller. Hun har medvirket i flere succesfulde teaterforestillinger og film som den romantiske 10 Things I Hate About You, den lidt mere dystre The Business of Strangers og hun har opnået stor anerkendelse for sin medvirken som Nicky Parsons i Bourne-trilogien.

## Biografi

### Opvækst
Stiles blev født i New York City, som datter af Judith Stiles, en pottemager og John O'Hara, en forretningsmand. Hendes far er af irsk afstamning og hendes mor er halv italiener og halv engelsk. Stiles begyndte sit skuespil som elleve årig, hvor hun optrådte på New Yorks La MaMa Theatre Company.

### Karriere
Stiles' første film, var I Love You, I Love You Not fra 1996, hvor hun spillede over for Claire Danes og Jude Law. Hun havde små roller som Harrison Fords datter i Alan J. Pakulas The Devil's Own fra 1997 og i M. Night Shyamalans Wide Awake fra 1998. Hendes første hovedrolle var i filmen Wicked fra 1998, hvor hun spillede en teenager, der bliver beskyldt for at have dræbt sin mor, så hun kunne få sin far for sig selv. Kritikeren Joe Balthai skrev at hun var "darlingen ved Sundance Film Festivalen 1998" og internetfilmanmelderen Harry Knowles udtalte at hun var "Festens opdagelse", trods filmen ikke blev modtaget specielt godt i USA og gik direkte til video i 2001 efter at Stiles var blevet mere kendt. 
Rollen, der gav Stiles stor anerkendelse var som Kat Stratford over for Heath Ledger i Gil Jungers 10 Things I Hate About You, en fortolkning af Shakespeares The Taming of the Shrew. Hun vandt via filmen en MTV Movie Award i kategorien "Breakthrough Female Performance" for sin rolle og Chicago Film Critics kårede hende som den mest lovende skuespillerinde det år. Tidligere kritikere bifaldt også hendes arbejde, inklusiv Adina Hoffman, der kaldte hende "en lovende, ung og seriøs udgave af Diane Lane" og kritikeren Martin Hoyle, der udtalte at Stiles spillede rollen som Kat med stor begejstring.
Hendes næste rolle var i filmen Down to You fra 2000, som modtog stor kritik fra anmelderne, men gav Stiles og hendes medskuespiller, Freddie Prinze Jr en Teen Choice Award-nominering for deres kemi i filmen. Stiles har derefter optrådt to gange i Shakespeare-relaterede historie. Den første var som Ofelia i Michael Almeraydas film Hamlet fra 2000 med Ethan Hawk i hovedrollen. Den anden gang var som Desdemona, over for Mehki Phifer i Tim Blake Nelsons version af Othello, der tager udgangspunkt på en privat kostskole. Ingen af disse film havde dog de helt store succeser. 
Stiles næste kommercielle succes var i filmen Save the Last Dance fra 2001, hvor hun spillede en stræbende ballerina, der er tvunget til at forlade sin by, for at bo sammen med sin kæmpende musikspillende far i Chicago efter at hendes mor er blevet dræbt. På hendes nye skole, hvor der næsten kun er sorte unge, bliver hun forelsket i en dreng, der lærer hende hip-hop dance, som gør at hun bliver optaget på den berømte danseskole The Julliard School. Rollen gav hende to MTV-awards mere i kategorierne "Best Kiss" og "Best Female Performance", og en Teen Choice Award for Best Fight for hendes battle med Biance Lawson. Bladet Rolling Stone udnævnte hende som den "coolest co-ed" og puttede hende på forsiden i apriludgaven fra 2001. Hun fortalte til Rolling Stone, at hun selv dansede al dans i filmen, men det var pga. måden filmen var filmet på, fik det til at se anderledes ud.
I David Mamets State and Main fra 2000, spiller hun en teenagepige, der forfører en filmskuespiller (Alec Baldwin), der har en svaghed for unge piger. Stiles spillede også overfor Stockard Channing i den dystre The Business of Strangers fra 2001, hvor hun spiller en konspirende, amoralsk sekretær, der er på udkig efter hævn på sin kolde chef. Channing var imponeret over hendes medskuespiller: "Udover hendes talent, så har hun en kvalitet som er utrolig, noget som kan gøre folk svære at omgås. Hun har bare en effekt på folk." Stiles havde også en lille, men yderst vigtig rolle som operatøren Nicolette "Nicky" Parsons i The Bourne Identity fra 2002, en rolle som blev gentaget og udvidet i The Bourne Supremacy 2004, for til sidst at ende med at blive en stor rolle i The Bourne Ultimatum fra 2007.
Imellem Bourne-filmene, optræder Stiles i Mona Lisa Smile fra 2003 som Joan, en studerende på Wellesley College i 1953, hvis kunstlærer (Julia Roberts) opmuntrer hende til at gå efter en karriere inden for jura i stedet for at blive kone og mor. Anmelderen Stephen Holden kaldte hende en af de biografernes "mest strålende unge stjerne", selvom filmen stort set modtog dårlige tilbagemeldinger. 
Stiles spillede i 2004 en studerende på Wisconsin college, som uønsket falder for den danske prins, Edward, i filmen The Prince and Me. Stiles fortalte under et interview, at hun mindede meget om karakteren, Paige Morgan. Men anmelderen Scott Foundas sagde at hun var, som altid, "uerstattelig engageret", at filmen var "et mærkeligt karrierevalg for Stiles." Denne udtalelse blev gentaget under anmeldelserne til A Guy Thing fra 2003, en romantisk komedie med Jason Lee og Selma Blair. Anmelder Dennis Harvey udtalte at Stiles var "spildt", og Stephen Holden kaldte hende "en seriøs skuespiller, hvor komedie bare ikke flyder naturligt fra".
I 2005 blev Stiles castet til at spille over for hende Hamlet medskuespiller, Liev Schreiber i The Omen, en genindspilning af gyserfilmen fra 1976 af samme navn.
Hun vendte til Bourne-trilogien med større rolle i The Bourne Ultimatum i 2007. Producer Lynda Obst udtalte at Stiles "var på vej til at udvikle sig til den nye Meryl Streep". Stiles vil efterfølgende i gang med filmatiseringen af The Bell Jar, en bog, som hendes gennembrudskarakter, Kat, i filmen 10 Things I Hate About You tilfældigvis også læser. Stiles optræder også i fjerde i rækken af Gospel Hill. Hun vil også spille en kvinde, der forelsker sig i hendes egen forfølger i den kommende thriller Cry of the Owl.

### Teaterkarriere
Stiles' første teaterroller var i samarbejde med forfatter/komposer John Moran sammen med gruppen Ridge Theater, i Manhattans Lower East Side fra 1993-1998. Hun optrådte senere på scenen i Eve Enslers The Vagina Monologues i sommeren 2002, hvor hun optrådte som Viola, hovedrollen i Shakespeare in the Parks produktion. Efter showet udtalte Ben Brantley fra The New York Times begejstret Stiles som "de tænkende teenagers filmgudinde", som gav ham tanker der relaterede til en "ung Jane Fonda."
I foråret 2004 havde Stiles sin debut i London overfor Aaron Eckhart i en fortolkning af David Mamets stykke Oleanna på Garrick Theatre.

### Andet arbejde
Den 17. marts, 2001, var Stiles vært på Saturday Night Live og otte dage senere, var hun præsentant ved det 73. Academy Awards. Hun vendte tilbage til Saturday Night Live den 5. maj som en cameo for Præsident George W. Bushs datter, Jenna Bush, i en sketch, der gjorde grin med at de første døtre var blevet arresteret for drikke selvom de var mindreårige. MTV lavede et portræt af hende i deres Diary-serie i 2003 (19), og blev Punk'd af Ashton Kutcher på Washinton DC Museum i foråret 2004.
Stiles gjorde sin forfatter- og instruktørdebut i Elle Magasinets Raving, hvor Zooey Deschanel medvirker. Filmen havde premiere ved Tribeca Film Festival i 2007.
Stiles er indtil videre, den eneste skuespillerinde, der har medvirket i flest moderne fortolkninger af Shakespeares stykker: hun medvirker i 10 Things I Hate About You (der er baseret på The Taming of the Shrew), Hamlet (baseret på Hamlet) og O (baseret på Othello).

## Trivia
- Hun er 1,73 m høj.
- Har datet en dansk prins i to film: The Prince and Me (2004) og Hamlet (2000).
- Blev overvejet til rollen som Sue Storm i Fantastic Four.[19][20]

## Filmografi
| År   | Film                       | Rolle                     | Bemærkninger                                 |
| ---- | -------------------------- | ------------------------- | -------------------------------------------- |
| 1996 | I Love You, I Love You Not | Unge Nanas ven            | Siger intet i rollen                         |
| 1997 | The Devil's Own            | Bridget O'Meara           |                                              |
| 1998 | Wicked                     | Ellie Christianson        | Blev optaget i 1998; direte-til-video i 2001 |
| 1998 | Wide Awake                 | Neena Beal                |                                              |
| 1999 | 10 Things I Hate About You | Katarina "Kat" Stratford  |                                              |
| 1999 | The 60's                   | Katie Herlihy             |                                              |
| 2000 | Down to You                | Imogen                    |                                              |
| 2000 | Hamlet                     | Ofelia                    |                                              |
| 2000 | State and Main             | Carla                     |                                              |
| 2001 | Save the Last Dance        | Sara Johnson              |                                              |
| 2001 | O                          | Desi Brable               | filmed in 1998                               |
| 2001 | The Business of Strangers  | Paula Murphy              |                                              |
| 2002 | The Bourne Identity        | Nicolette 'Nicky' Parsons | Ukrediteret                                  |
| 2003 | A Guy Thing                | Becky                     |                                              |
| 2003 | Mona Lisa Smile            | Joan Brandwyn             |                                              |
| 2003 | Carolina                   | Carolina                  |                                              |
| 2004 | The Prince and Me          | Paige Morgan              |                                              |
| 2004 | The Bourne Supremacy       | Nicolette 'Nicky' Parsons |                                              |
| 2005 | Edmond                     | Glenna                    |                                              |
| 2005 | A Little Trip to Heaven    | Isold                     |                                              |
| 2006 | The Omen                   | Katherine Thorn           |                                              |
| 2007 | Raving                     | (Writer & Director)       |                                              |
| 2007 | The Bourne Ultimatum       | Nicolette 'Nicky' Parsons |                                              |
| 2009 | Gospel Hill                | Rosie                     |                                              |
| 2009 | The Bell Jar               | Esther Greenwood          | reproduktion                                 |
| 2009 | Cry of the Owl             | Jenny                     | post-production                              |
| 2019 | Hustlers                   |                           |                                              |